# Jens Møller-Jensen
 For alternative betydninger, se Jens Møller-Jensen (flertydig). (Se også artikler, som begynder med Jens Møller-Jensen)
Jens Møller-Jensen (23. marts 1869 i Hårby ved Skanderborg – 19. december 1948 i Gentofte) var en dansk arkitekt, kunsthåndværker og maler.

## Uddannelse
Han var søn af lærer Jens Carl Christian Jensen og Ane Karen Marie Andersen. Han tog navneskift fra Jensen 11. april 1932. Møller-Jensen var i lære hos malermester C.P. Nielsen, Silkeborg, blev malersvend med bronzemedalje, gik dernæst på Teknisk Skole i Silkeborg, var en vinter på Testrup Højskole og blev dimittend af Axel Hou. Han blev optaget på Kunstakademiet i København i alm. forberedelsesklasse december 1888 og var elev til maj 1894. Han studerede freskoteknik i Italien o. 1896 og studerede på egen hånd kalkmalerier i gamle danske kirker. Han besøgte Verdensudstillingen i Chicago 1893, USA, og var livet igennem på rejser i Europa.
Han modtog Akademiets stipendium 1905, Theophilus Hansens legat 1912 og fik rejsestøtte fra Industriforeningen i København, Indenrigs- og Handelsministeriet flere gange. 

## Karriere
Han var ansat i hofdekoratørfirmaet Bernhard Schrøder, Nielsen & Hansen 1888, arbejdede som malersvend i Schweiz o. 1895, var stifter af dekorationsskolen efteråret 1901, kaldet Skolen for dansk Kunsthaandværk fra november 1912. Han var leder af samme til skolens ophør 1937, stifter og leder af Model-Bohave 1915-23, lærer ved Frederiksberg Kommunes Fortsættelseskursus 1924-25, konsulent for Undervisningsministeriet i de tekniske malerdagskoler 1929-34, initiativtager til årlige studierejser for malermestre til udlandet 1921. Han var tillige arrangør af Dansk Utställning, Liljevalchs, Stockholm 1918, stod for planlægning og arrangement af Du kan, udstilling for arbejdsløse, Københavns Rådhus 1940, var censor ved Charlottenborg Forårsudstilling 1900-04 og formand for Foreningen til Hovedstadens Forskønnelse 1906-10.
Jens Møller-Jensens første bedrift var kalkdekorationerne (al secco) i Københavns Rådhus. De bygger helt og holdent på de gamle kalkmalerier (især det senmiddelalderlige slyngværk), som Martin Nyrop henviste ham til; men den dekorative sans i stilen og dens folkelige humør er oplevet med frodigt talent, og materialet, den frie teknik er forstået til fuldkommenhed. Dermed havde han fundet sin plads. Med bondekulturens folkekunst som forbillede dannede han sin egen dekorative stil, der blev et karakteristisk led i Skønvirke-perioden og viste et gennemført boligudstyr, støttet til de folkelige danske traditioner både i møblernes formgivning, materialevalg, ornamentik og farver. Hans stil bredte sig over hele Landet gennem det af ham stiftede firma Model-Bohave, som ikke i længden kunne svare sig økonomisk, men en overgang skabte mode, da møbelindustrien optog hans ideer, og gennem hans elever fra skolen for dansk kunsthåndværk, som han ganske prægede med sin personlige opfattelse og sit kunstneriske syn.
Jævnsides med sin produktion og skolevirksomhed satte Møller-Jensen en voldsom propaganda ind mod den dårlige smag i almindelighed og i hjemmets udstyr i særdeleshed og mod håndværkerundervisningens forsumpning i sløvhed, åndløs kopiering og svigtende materialesans. Med stor kraft og uopslideligt humør holdt han foredrag over hele landet, skrev artikler og førte skarpe polemikker. Man kan sige, at han opfattede og realiserede 1890'ernes ideer – der stræbte mod og også til sidst endte i en funktionalisme – som krav om prydkunst og smagskultur, og måske gjorde han det på en måde, der pegede mere bagud end fremefter; men deri delte han i det væsentligste skæbne med hele generationen. Inden for håndværkerundervisningen og over for det store publikum satte han sit liv ind på at gøre tidens idealer til folkets ejendom, og mere end nogen anden har han den fortjeneste i håndværkerundervisningen at have brudt smagsforladthed og de forkalkede traditioner fra de historiske stilarters forfaldstid i 1860'erne og 1870'erne. Frem for alt har Møller-Jensen været en pædagogisk begavelse og en folkeopdrager af stort format.
Jens Møller-Jensen blev gift 29. juli 1899 i Hørsholm med maleren Sigrid Johanne Sophie Jubeline Vold (3. marts 1875 i København – 7. september 1968 i Gentofte), datter af arkitekt, senere grosserer Niels Jacob Ludvig Vold og Johanne Elisabeth Catharina Fredrika Holma Wendt. Han er begravet på Gentofte Kirkegård. Sønnen Viggo Møller-Jensen blev også arkitekt.

## Værker

### Kalkmalerier
- Ornamental udsmykning i Københavns Rådhus (1898- 1905)
- Malerier med bl.a. københavnske motiver, Borgertrappen, Københavns Rådhus (1904, sammen med Emanuel Vigeland)
- Ornamental udsmykning i Skt. Johannes Kirke, Århus (1907)
- Ornamental udsmykning i Vor Frelsers Kirke, Vejle (o. 1907)
- Ornamental udsmykning i Ugerløse Kirke (1910, overkalket)
- Kors på altertavle, Almind Kirke (1929)
- Altertavle i Dyssegårdskirken, Hellerup
- Kalkmalede dekorationer i adskillige rådhuse, kirker m.m.

### Arkitektur
- Eget hus, Brogårdsvej 44 B, Gentofte (1908)
- Brogårdsvej 42, Gentofte (o. 1910)
- Bernstorffsvej 108, Hellerup (o. 1910, senere ombygget med søjler)
- Alice og Poul Rosenhoffs hus, Steenhus, Holbæk (1911)
- Eget hus, Ræveskovvej 12, Gentofte (1936)

### Design
- Forlæg for billedskærerarbejde på altertavle og prædikestol i Valgmenighedskirken, Nørre Allé, Århus
- Knæfaldsskranke, Holmens Kirke, København (smedejern, 1920)
- Brønd, Grand Hotel, Odense (smedejern, o. 1921, tilhører nu Hudevad Radiatorfabrik)
- Møbler, tapeter m.m. til Model-Bohave (sammen med sin kone, i Kunstindustrimuseet)
- Endvidere som formand for Foreningen til Hovedstadens Forskønnelse initiativtager til farvestrålende bemaling af facader på Gråbrødre Torv (1904)

### Skriftlige arbejder
- Adskillige skrifter om kunsthåndværk og smag, bl.a. artikler om egne arbejder
- Tegneundervisningen, Haandværkerundervisningen og den nye Tid, 1919.
- Kultiveret Smag, 1922.
- Minder og maal, 1929.
- Møbeltegninger, 1929.